# Crockett’s Theme
Crockett’s Theme ist ein Instrumentalstück des tschechisch-US-amerikanischen Musikers Jan Hammer, das im Jahr 1986 erschien und dem zweiten Soundtrack zur Krimiserie Miami Vice entstammt.

## Entstehung und Veröffentlichung
Getextet, komponiert und produziert wurde das Lied alleine von Jan Hammer selbst.
Die Erstveröffentlichung von Crockett’s Theme erfolgte als Single bei MCA Records im Jahr 1986. Diese erschien unter anderem als 7″-Single (Katalognummer: 258 360-7) und 12″-Single  (Katalognummer: 258 359-0) mit je New York Theme als B-Seite. Am 29. Dezember desselben Jahres erschien das Lied zunächst als Teil des zweiten Soundtrackalbums zu Miami Vice sowie im Folgejahr als Teil von Hammers Kompilationsalbums Escape from Television (Katalognummer: 42103). Im Jahr 2006 nahm Hammer das Stück neu mit dem US-amerikanischen Rapper TQ auf. Diese Version erschien am 15. September 2006 als Single.

## Rezeption
Das Instrumental ist auch im Spiel Grand Theft Auto: Vice City beim fiktiven Radiosender Emotion 98.3 zu hören.

## Kommerzieller Erfolg

### Chartplatzierungen
| ChartsChartplatzierungen     | Höchstplatzierung | Wochen/ Monate |
| ---------------------------- | ----------------- | -------------- |
| Deutschland (GfK)            | 4 (23 Wo.)        | 23 Wo.         |
| Österreich (Ö3)              | 29 (1 Mt.)        | 1 Mt.          |
| Schweiz (IFPI)               | 9 (11 Wo.)        | 11 Wo.         |
| Vereinigtes Königreich (OCC) | 2 (12 Wo.)        | 12 Wo.         |

| ChartsChartplatzierungen | Höchstplatzierung | Wochen |
| ------------------------ | ----------------- | ------ |
| Deutschland (GfK)        | 52 (9 Wo.)        | 9      |

| ChartsJahrescharts (1987)    | Platzierung |
| ---------------------------- | ----------- |
| Deutschland (GfK)            | 8           |
| Vereinigtes Königreich (OCC) | 33          |

### Auszeichnungen für Musikverkäufe
| Land/Region                  | Auszeichnungen für Musikverkäufe (Land/Region, Auszeichnung, Verkäufe) | Verkäufe |
| ---------------------------- | ---------------------------------------------------------------------- | -------- |
| Niederlande (NVPI)           | Platin                                                                 | 150.000  |
| Vereinigtes Königreich (BPI) | Silber                                                                 | 250.000  |
| Insgesamt                    | 1× Silber · 1× Platin ·                                                | 400.000  |

## Coverversionen
- 1990: The Shadows (Album: Reflection)
- 1991: Richard Clayderman & James Last (Album: Together at Last)
- 1997: Trance Atlantic Air Waves (Album: The Energy of Sound)
- 2014: Till Brönner (Album: The Movie Album)
- 2016: Thomas Lizzara (Album: Ahoi: Berlin)
- 2019: Kebu (Album: Live in Oslo)